# Costituzione del Brasile

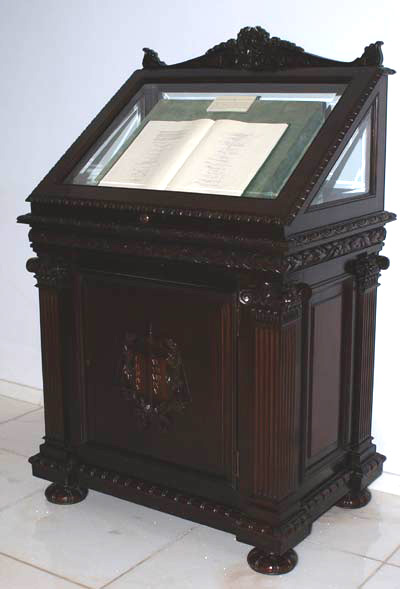
Originale della Costituzione brasiliana

La Costituzione della Repubblica Federativa del Brasile (in portoghese Constituição da República Federativa do Brasil)  è stata promulgata il 5 ottobre 1988. 
Afferma che il Brasile è uno Stato democratico e di diritto, basato su una Repubblica presidenziale e a ripartizione e struttura federale.